# Municipio de Woosung
El municipio de Woosung (en inglés: Woosung Township) es un municipio ubicado en el condado de Ogle en el estado estadounidense de Illinois. En el año 2010 tenía una población de 389 habitantes y una densidad poblacional de 8,49 personas por km².

## Geografía
El municipio de Woosung se encuentra ubicado en las coordenadas 41°55′25″N 89°34′16″O / 41.92361, -89.57111. Según la Oficina del Censo de los Estados Unidos, el municipio tiene una superficie total de 45.8 km², de la cual 45,8 km² corresponden a tierra firme y (0 %) 0 km² es agua.

## Demografía
Según el censo de 2010, había 389 personas residiendo en el municipio de Woosung. La densidad de población era de 8,49 hab./km². De los 389 habitantes, el municipio de Woosung estaba compuesto por el 98,46 % blancos, el 0,51 % eran afroamericanos y el 1,03 % eran de una mezcla de razas. Del total de la población el 2,83 % eran hispanos o latinos de cualquier raza.